# Janów (Orpiszew)
Janów – dawna część wsi Orpiszew w Polsce położona w województwie wielkopolskim, w powiecie krotoszyńskim, w gminie Krotoszyn.
W latach 1975–1998 Janów należał administracyjnie do województwa kaliskiego.
Nazwę zniesiono z 2023 r.